# Лавильдьё
Лавильдьё (фр. и окс. Lavilledieu) — коммуна во Франции, находится в регионе Рона — Альпы. Департамент коммуны — Ардеш. Входит в состав кантона Вильнёв-де-Бер. Округ коммуны — Ларжантьер.
Код INSEE коммуны — 07138.

## Население
Население коммуны на 2008 год составляло 1885 человек.
| 1962 | 1968 | 1975 | 1982 | 1990 | 1999 | 2008 |
| ---- | ---- | ---- | ---- | ---- | ---- | ---- |
| 543  | 640  | 854  | 930  | 1264 | 1430 | 1885 |

## Экономика
В 2007 году среди 1162 человек в трудоспособном возрасте (15—64 лет) 823 были экономически активными, 339 — неактивными (показатель активности — 70,8 %, в 1999 году было 70,3 %). Из 823 активных работали 737 человек (390 мужчин и 347 женщин), безработных было 86 (35 мужчин и 51 женщина). Среди 339 неактивных 90 человек были учениками или студентами, 138 — пенсионерами, 111 были неактивными по другим причинам.

## Достопримечательности
- Монастырь XIV века
- Оппидум Жастр-Сюд, исторический памятник с 1986 года[7]

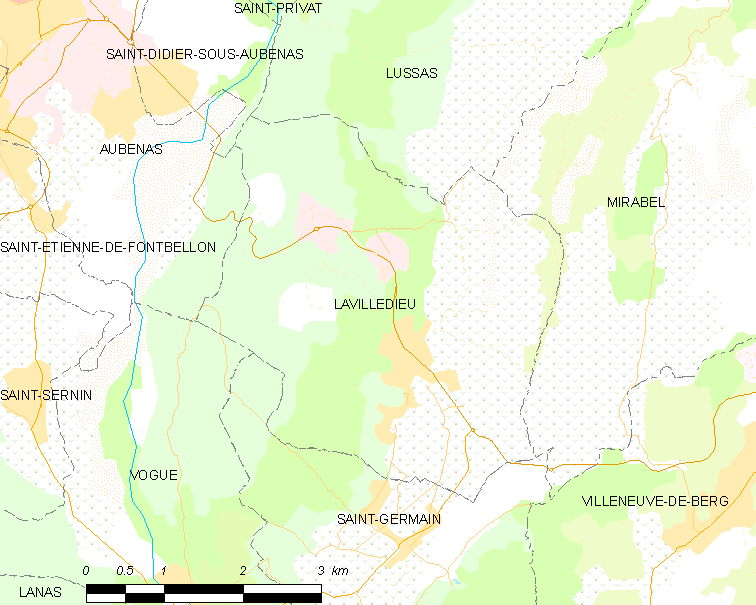
Карта коммуны